# Ісландія на зимових Олімпійських іграх 2014
Ісландія на зимових Олімпійських іграх 2014 року у Сочі була представлена 5 спортсменами у 2 видах спорту.